# Regis Pitbull
Regis Pitbull (født 22. september 1976) er en tidligere brasiliansk fodboldspiller.
Han har spillet for flere forskellige klubber i sin karriere, herunder Kyoto Purple Sanga.